# Епархия Нгози
Епархия Нгози (лат. Dioecesis Ngoziensis) — епархия Римско-Католической церкви с центром в городе Нгози, Бурунди. Епархия Нгози входит в митрополию Гитеги. Епархия Нгози распространяет свою юрисдикцию на провинции Нгози и Каянза. Кафедральным собором епархии Нгози является церковь Пресвятой Девы Марии Фатимской.

## История
14 июля 1949 года Римский папа Пий XII выпустил буллу «Nimio patentes», которой учредил апостольский викариат Нгози, выделив его из апостольского викариата Урумби (сегодня — Архиепархия Гитеги).
11 июня 1959 года апостольский викариат Нгози передал часть своей территории для возведения нового апостольского викариата Усумбуры (сегодня — Архиепархия Бужумбуры).
10 ноября 1959 года Римский папа Иоанн XXIII издал буллу «Cum parvulum», которой преобразовал апостольский викариат Нгози в епархию.
5 сентября 1968 года епархия Нгози передала часть своей территории для возведения новой епархии Муйинги.

## Ординарии епархии
- епископ Жозе Мартен M.Afr.[1] (14.07.1949 — 6.06.1961) — назначен епископом Бурури;
- епископ Андре Макаракиза (21.081961 — 5.09.1968) — назначен архиепископом Гитеги;
- епископ Станислас Кабурунгу (5.09.1968 — 14.12.2002);
- епископ Жерве Баншимийубуса (14.12.2002 — по настоящее время).

## Источник
- Annuario Pontificio, Libreria Editrice Vaticana, Città del Vaticano, 2003, ISBN 88-209-7422-3
- Булла Nimio patentes, AAS 42 (1950), стр. 138  (лат.)
- Булла Cum parvulum, AAS 52 (1960), стр. 372  (лат.)